# 邦重劃委員會
邦重劃委員會（States Reorganisation Commission，SRC）是印度中央政府設立的一個機構，設立於1953年12月22日，以對印度各邦的界線進行重劃。在經過兩年的工作後，該委員會在1955年建議將印度重劃為14個邦和6個聯邦領地。但該邦的建議未被普遍接受。